# 莫霍特隆區
莫霍特隆區（英語：Mokhotlong District）是萊索托東部的一個區。面積4,075平方公里。根據2006年人口普查統計，人口為95,332人。首府莫霍特隆。